# W53T
W53T（だぶりゅーごーさんてぃー）は、東芝、および東芝モバイルコミュニケーション社（現・FCNT）が開発した携帯電話で、KDDIおよび沖縄セルラー電話のauブランドのCDMA 1X WIN端末である。2007年（平成19年）6月14日より順次発売。

## 特徴
本端末は、2007年春モデルのW51Tの後継機種である。横から見ると楔形に見える18mm回転2軸ボディに東芝のAVノートPC「Qosmio（コスミオ）」、液晶テレビ「REGZA（レグザ）」で培われた映像技術や太陽光の下でも見やすくなる「クリアスクリーン」が採用されており、ワンセグを最大4時間視聴可能である。ワンセグでは新たに予約録画に対応している。機能面ではN800MHz帯（新800MHz帯・CDMA Bandclass 0 Subclass 2）エリアのサポートを含む新サービス対応や東芝では初めて2.8インチWQVGA液晶を搭載など、先代機種のW51Tからの進化点もある一方、カメラの画素数は最近の東芝製端末で採用されている324万画素CMOSカメラではなく196万画素になり、地上デジタル音声放送実用化試験局の受信機能が非対応になるなど一部で退化した部分も見られる。W51T、W52T、ほぼ同時期に発表されたW54Tと同じく3Dグラフィックアクセラレータ「MOBILE TURBO T5GP」が搭載されている。

## 不具合
2007年6月27日に、開閉を繰返し行うと、ヒンジ部分（折りたたみのつなぎの部分）が緩み、閉じた状態や開けた状態を維持できなくなる不具合が発表された。これにより同日より販売を一時中止し、対象ユーザーには、auショップ、もしくはPiPit（一部店舗除く）にて無償交換により対応した。
また、電源が勝手に落ちたり、microSDカードが抜けなくなったりといった他の東芝機と同じような不具合が起こる事もある。

## 沿革
- 2007年（平成19年）5月22日 - KDDI、および東芝より公式発表。
- 2007年6月14日 - 四国・九州・沖縄地区で発売。
- 2007年6月15日 - 北海道・東北・関西・中国地区で発売。
- 2007年6月16日 - 関東・北陸・中部地区で発売。
- 2007年6月27日 - 不具合発表。販売一時停止。
- 2007年7月12日 - 無償交換開始。
- 2007年7月14日 - 北海道・中国地区で販売再開。
- 2007年7月20日 - 東北・四国・沖縄地区で販売再開。
- 2007年7月21日 - 北陸・関東・中部・関西・九州地区で販売再開。
- 2007年10月25日 - 新色の「ネイビーラピスラズリ」と「ホワイトムーンストーン」が順次追加。
- 2008年（平成20年）3月 - 販売終了。
- 2012年（平成24年）7月22日 - L800MHz（旧800MHz帯・CDMA Banclass 3）帯エリアによる音声・通信サービスの停波によりそれ以降はN800MHz帯エリアおよび2GHz（CDMA Bandclass 6）帯エリアの各音声・通信サービスで利用する事となる。
- 2022年3月31日 - 同キャリアにおける3Gサービスの完全終了・停波により、当機種は全て使用不可となる[2][3]。

## 対応サービス
- au Smart Sports（アプリのダウンロードが必要）
- au LISTEN MOBILE SERVICE
- PCサイトビューアー
- 着うたフル
- 着うた
- au Media Tuner（ワンセグ・EZチャンネルプラス）
- EZ・FM
- EZナビウォーク
- EZ助手席ナビ（3Dナビ対応）
- EZチャンネル
- EZケータイアレンジ（お試し用データとして「トウシバ犬」がプリセット）
- EZアプリ（BREW）（オープンアプリプレイヤー対応）
- LISMOビデオクリップ
- 安心ナビ
- EZチャンネルプラス
- EZニュースフラッシュ
- デコレーションメール
- 緊急通報位置通知
- 絵しゃべりメール
- ラッピングメール
- Touch Message

## CM
前回のW52Tの特別編CMにつづき今回も特別編CMが6月16日に前回の時と同じ18:59頃から全国の民放テレビ局で放送された（一部を除く）。また通常の15秒編と30秒編も6月15日より放送された。出演は前回の時と同じBoAで、タイトルは「日差し」編となっている。